# Jean-Richard Bloch
Jean-Richard Bloch fue un escritor francés nacido en París el 25 de mayo de 1884 y fallecido el 15 de marzo de 1947 en su ciudad natal.
Antifascista y amigo de R. Rolland, escribió en Moscú la obra histórica Toulon 1944. Participó en la guerra civil española en el bando republicano, experiencia que recogió en España, España (1936).
- Datos: Q949281
- Multimedia: Jean-Richard Bloch / Q949281